# Guy Kirsch

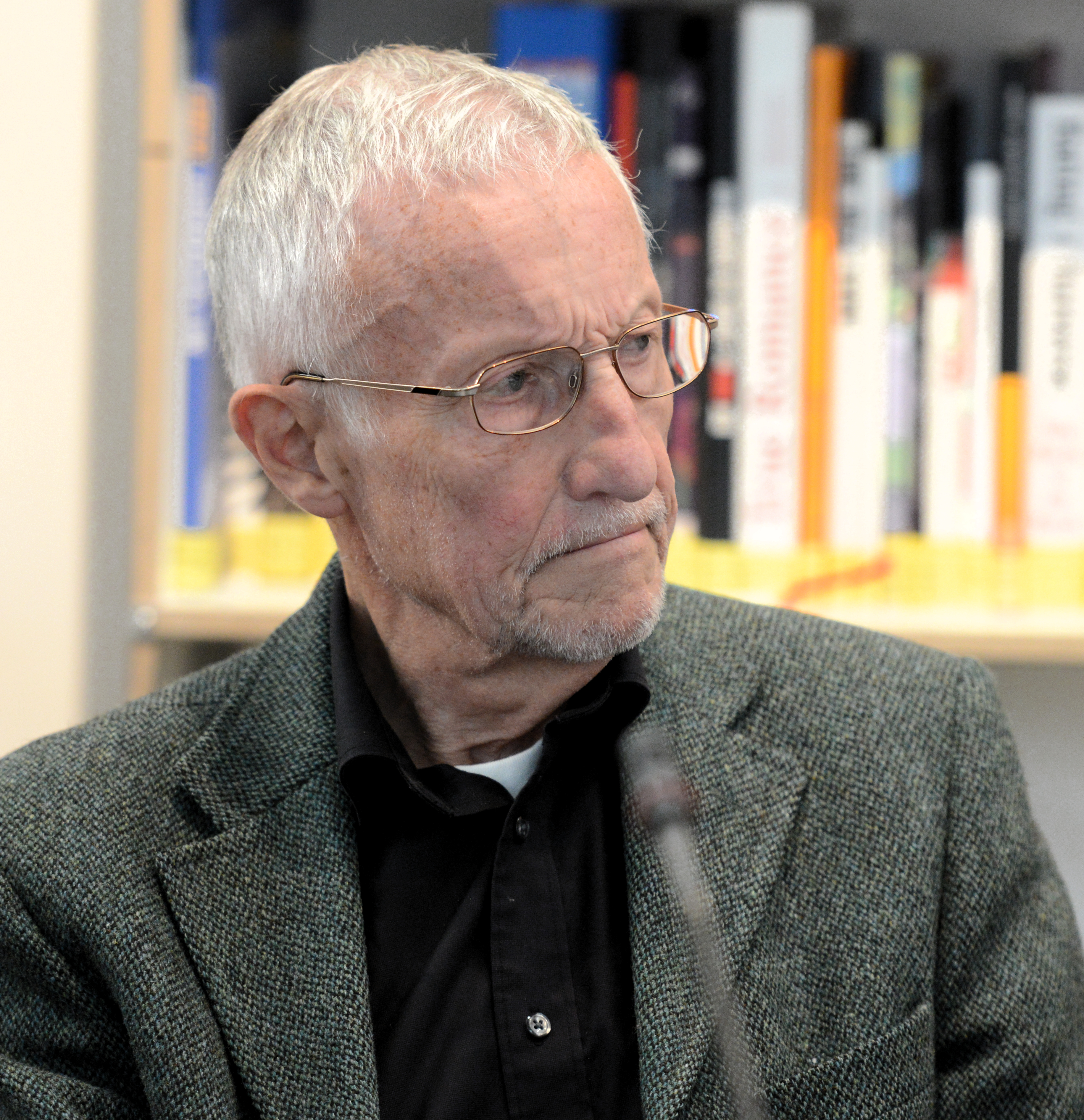
Guy Kirsch (Oktober 2014)

Guy Kirsch (* 1. September 1938 in Luxembourg) ist ein luxemburgischer Wirtschafts- und Sozialwissenschaftler.

## Leben
Kirsch studierte von 1958 bis 1966 Wirtschafts- und Sozialwissenschaften an den Universitäten Bonn und Köln. 1962 erlangte er in Bonn den Abschluss als Diplom-Volkswirt. An der Universität Köln arbeitete er bei Wilfrid Schreiber und wurde 1966 zum Dr. rer. pol. promoviert.
In den Jahren 1966 und 1967 arbeitete er als Assistent des Generalsekretärs eines internationalen Verbandes in Paris.
Von 1967 bis 1971 war er bei Günter Schmölders Assistent im Finanzwissenschaftlichen Seminar an der Universität Köln, wo er sich 1971 habilitierte. Seit 1972 ist er ordentlicher Professor für Neue Politische Ökonomie an der Universität Freiburg in der Schweiz.   
Kirsch absolvierte mehrere Gastaufenthalte an US-amerikanischen Universitäten. Er hielt Vorträge in der Schweiz, in Deutschland, Österreich, Luxemburg, Russland, Japan, Indien, China, Marokko, Südkorea, Kanada und in den USA.
Kirsch ist seit 2001 Mitglied des Kuratoriums der Schader-Stiftung. 2003 wurde er Commandeur des Ordens der Eichenkrone.

## Schriften
- mit Klaus Mackscheidt, Philipp Herder-Dorneich und Warnfried Dettling: Jenseits von Markt und Macht. Eine Ordnung für den Menschen. Nomos, Baden-Baden 1982, ISBN 3-7890-0833-8.
- mit Klaus Mackscheidt: Staatsmann, Demagoge, Amtsinhaber. Eine psychologische Ergänzung der ökonomischen Theorie der Politik. Vandenhoeck und Ruprecht, Göttingen 1985, ISBN 3-525-33514-8.
- mit Klaus Mackscheidt: China. Ordnungspolitik in einem konfuzianischen Land. Nomos, Baden-Baden 1988, ISBN 3-7890-1587-3.
- Das freie Individuum und der dividierte Mensch. Nomos, Baden-Baden 1990, ISBN 3-7890-2078-8.
- Neue Politische Ökonomie. 5. Auflage, Lucius und Lucius, Stuttgart 2004, ISBN 3-8282-0270-5.
- (Hrsg.): Angst vor Gefahren oder Gefahren durch Angst. Verlag Neue Zürcher Zeitung, Zürich 2005, ISBN 3-03-823152-5.
- Freiheit. Der nie erledigte Auftrag (= Swiss: Forschung und Wissenschaft. Band 1). Lit, Berlin 2009, ISBN 978-3-643-80012-1.